# Nuha Touray
Nuha Touray auch in der Schreibvariante Noah Touray (* 20. Jahrhundert) ist ein gambischer Politiker, Diplomat und Verwaltungsbeamter im westafrikanischen Staat Gambia. 

## Leben
Touray war ab Oktober 1988 im gambischen öffentlichen Dienst beschäftigt. Er war u. a. bis 2009 stellvertretender Staatssekretär im Ministerium für Tourismus und Kultur, anschließend Staatssekretär im gleichen Ministerium, ab Mai 2012 Staatssekretär im Büro des Präsidenten und ab November 2012 Kabinettssekretär im Büro des Präsidenten. Mitte 2016 wurde er abgesetzt und mit anderen wegen des Vorwurfs eines Wirtschaftsverbrechens inhaftiert. Er wurde im Dezember 2016 aus der Haft entlassen und im April 2017 freigesprochen. Im Februar 2017 wurde er zum geschäftsführenden Assistenten des Vizepräsidenten der Westafrikanischen Wirtschaftsgemeinschaft (ECOWAS) berufen.
Mit Wirkung zum 26. Mai 2020 wurde Nuha Touray von Präsident Adama Barrow als Nachfolger von Muhammed B. S. Jallow, der einen Tag zuvor pensioniert wurde, zum Generalsekretär und Leiter des Öffentlichen Dienstes ernannt. Bei der Neubildung des Kabinetts nach der Präsidentschaftswahl 2021 im Mai 2022 wurde er nicht mehr berücksichtigt; seine Nachfolgerin war Salimatta E. Touray.
Im Juni 2022 wurde Touray zum Botschafters Gambias in Spanien mit gleichzeitiger Akkreditierung in Italien, Griechenland und als Hochkommissar in Malta ernannt. Am 17. Mai 2023 übergab er sein Akkreditierungsschreiben an Spaniens König Felipe VI., am 30. Oktober 2023 an die griechische Präsidentin Katerina Sakellaropoulou,  am 27. Juni 2024 in Malta und am 20. Februar 2025 an den italienischen Präsidenten Sergio Mattarella.

## Kritik
Die Ernennung Tourays zum Generalsekretär und Leiter des Öffentlichen Dienstes wurde in den sozialen Medien kritisiert, da Touray als einer der engen Vertrauten von Ex-Präsident Yahya Jammeh galt. Er war während des Jammeh-Regimes als Kabinettssekretär tätig. Von der Janneh Commission wurde er der Korruption beschuldigt. Die Kommission, die die Finanzgeschäfte von Jammeh und seinen engen Vertrauten untersuchte, stellte fest, dass Touray und Dutzende anderer Personen korrupte Praktiken im Umgang mit öffentlichen Geldern an den Tag legten.
Der Vorsitzende des Gambia Moral Congress (GMC), Anwalt Mai Fatty, kritisierte die Ernennung als nicht verfassungskonform. Nach seiner Stellungnahme dürfe nach der Gambischen Verfassung nur die Person zum Generalsekretär und Leiter des Öffentlichen Dienstes ernannt werden, die zuvor auch im Öffentlichen Dienstes gearbeitet hatte. Fatty stellte die Qualifikation und die umfassenden Erfahrung im öffentlichen Dienst Tourays nicht in Frage.